# Chaire d'égyptologie du Collège de France
La chaire d'égyptologie du Collège de France est une chaire du Collège de France créée par un décret de Louis-Philippe du 12 mars 1831. À l'origine, cette chaire portait le nom de « chaire d'archéologie » jusqu'en 1859, puis « philologie et archéologie égyptiennes » de 1860 à 1916 et enfin « égyptologie » à partir de 1923. De 1957 à 1978, elle reprend le nom de  philologie et archéologie égyptiennes » puis de nouveau « égyptologie » jusqu'en 1997. Elle porte désormais le nom de chaire « Civilisation pharaonique : archéologie, philologie et histoire ».
Les rapports d'activité annuels de la chaire sont disponibles en ligne au format PDF depuis l'année scolaire 2000-2001.
Contrairement aux autres enseignements du collège de France, ceux de la chaire d'égyptologie sont réservés au public parisien, n'étant pas diffusés sur le site internet de l'institution.
Au Collège de France, la bibliothèque d'égyptologie possède un fonds de plus de 28 000 volumes sur l'Égypte pharaonique, copte et la Nubie ; les acquisitions sont également disponibles en ligne au format PDF depuis 1999.

## Titulaires
- Jean-François Champollion, de 1831 à 1832
- Jean Antoine Letronne, de 1837 à 1848
- Charles Lenormant de 1849 à 1859
- Emmanuel de Rougé, de 1860 à 1872
- Gaston Maspero, de 1874 à 1916
- Alexandre Moret, de 1923 à 1938
- Pierre Lacau, de 1938 à 1947
- Pierre Montet, de 1948 à 1956
- Étienne Drioton, de 1957 à 1960
- Georges Posener, de 1961 à 1978
- Jean Leclant, de 1979 à 1990
- Jean Yoyotte, de 1991 à 1997
- Nicolas Grimal, de 2000 à 2020